# Lijst van amfibieën in Madagaskar

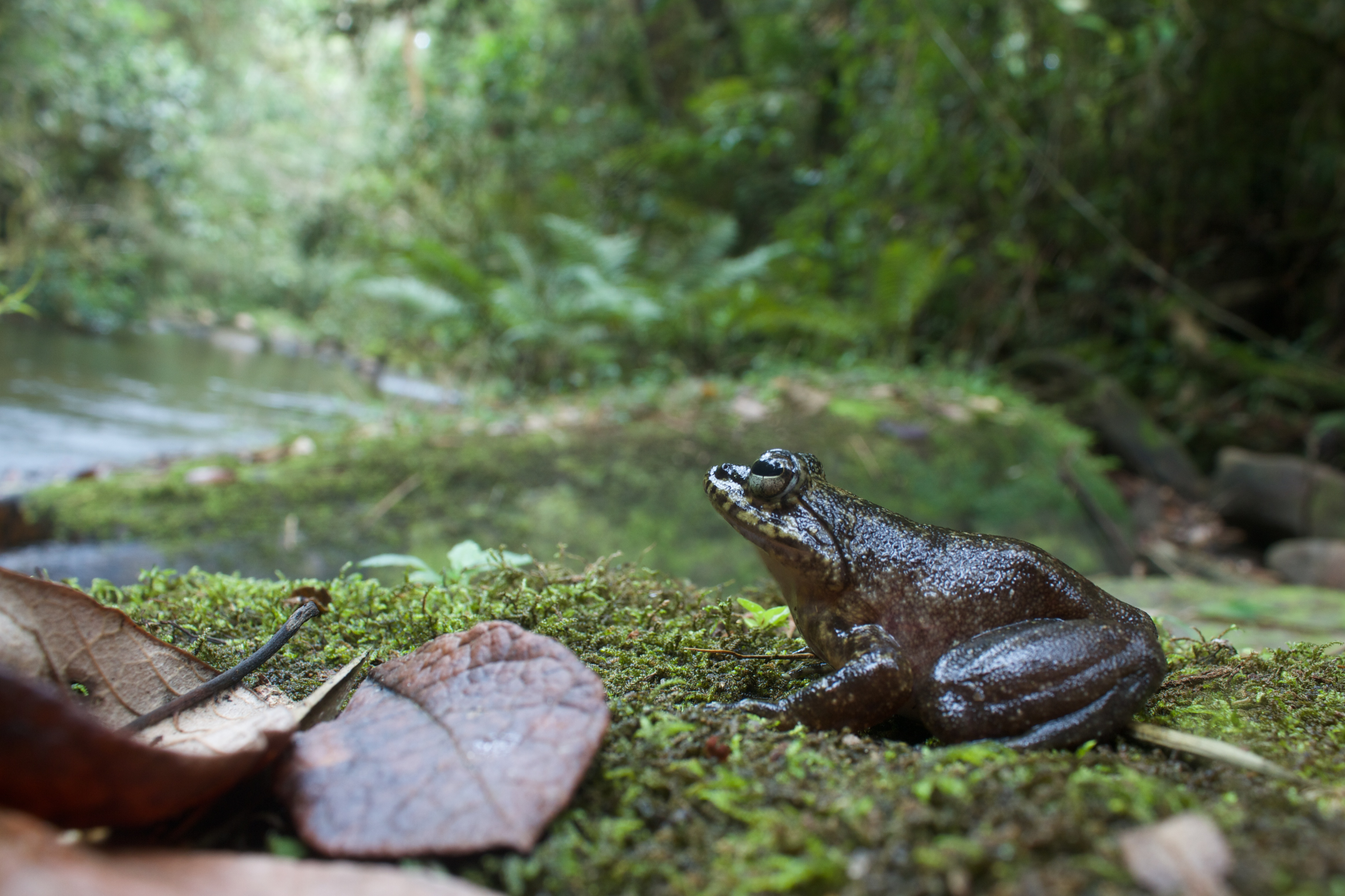
Mantidactylus grandidieri is een van de vele endemische kikkersoorten in Madagaskar.

Onderstaand is een lijst van amfibieën in Madagaskar weergegeven, gebaseerd op gegevens van Amphibian Species of the World. Er zijn ongeveer 290 verschillende soorten, die allemaal behoren tot de orde kikkers (Anura). Vertegenwoordigers van de andere groepen van amfibieën, de salamanders (Caudata) en de wormsalamanders (Gymnophiona), komen niet voor op Madagaskar.
Op Madagaskar komen soorten voor uit vijf verschillende families: Dicroglossidae, Hyperoliidae, Mantellidae, Microhylidae en Ptychadenidae. Voor zover bekend zijn de kikkersoorten in onderstaande lijst, op de twee soorten Ptychadena mascareniensis en Hoplobatrachus tigerinus na, alle endemisch op Madagaskar. Biologen vermoeden dat een groot aantal kikkersoorten nog onontdekt zijn.

## Dicroglossidae
Deze familie heeft één exotische vertegenwoordiger op Madagaskar. Oorspronkelijk komt de Indische brulkikker alleen in Azië voor.
- Onderfamilie: Dicroglossinae Anderson, 1871
  - Geslacht: Hoplobatrachus Peters, 1863
    - Indische brulkikker (Hoplobatrachus tigerinus) (Daudin, 1802)

## Rietkikkers(Hyperoliidae)

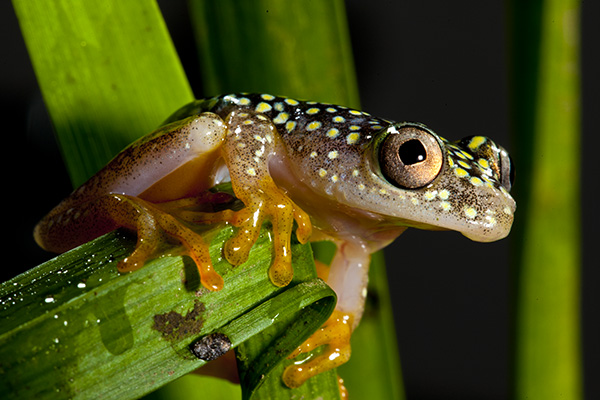
Heterixalus alboguttatus

Deze weinig bestudeerde familie komt uitsluitend in Afrika voor. Het zijn overwegend kleine, felgekleurde kikkers.
- Geslacht: Heterixalus Laurent, 1944
  - Heterixalus alboguttatus (Boulenger, 1882)
  - Heterixalus andrakata Glaw & Vences, 1991
  - Heterixalus betsileo (Grandidier, 1872)
  - Heterixalus boettgeri (Mocquard, 1902)
  - Heterixalus carbonei Vences, Glaw, Jesu, & Schimmenti, 2000
  - Heterixalus luteostriatus (Andersson, 1910)
  - Heterixalus madagascariensis (Duméril & Bibron, 1841)
  - Heterixalus punctatus Glaw & Vences, 1994
  - Heterixalus rutenbergi (Boettger, 1881)
  - Heterixalus tricolor (Boettger, 1881)
  - Heterixalus variabilis (Ahl, 1930)

## Gouden kikkers(Mantellidae)

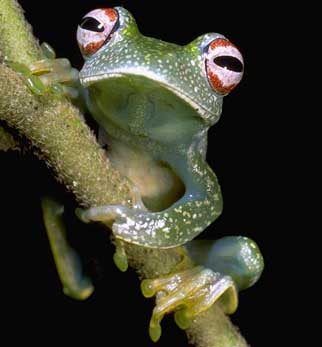
Boophis anjanaharibeensis

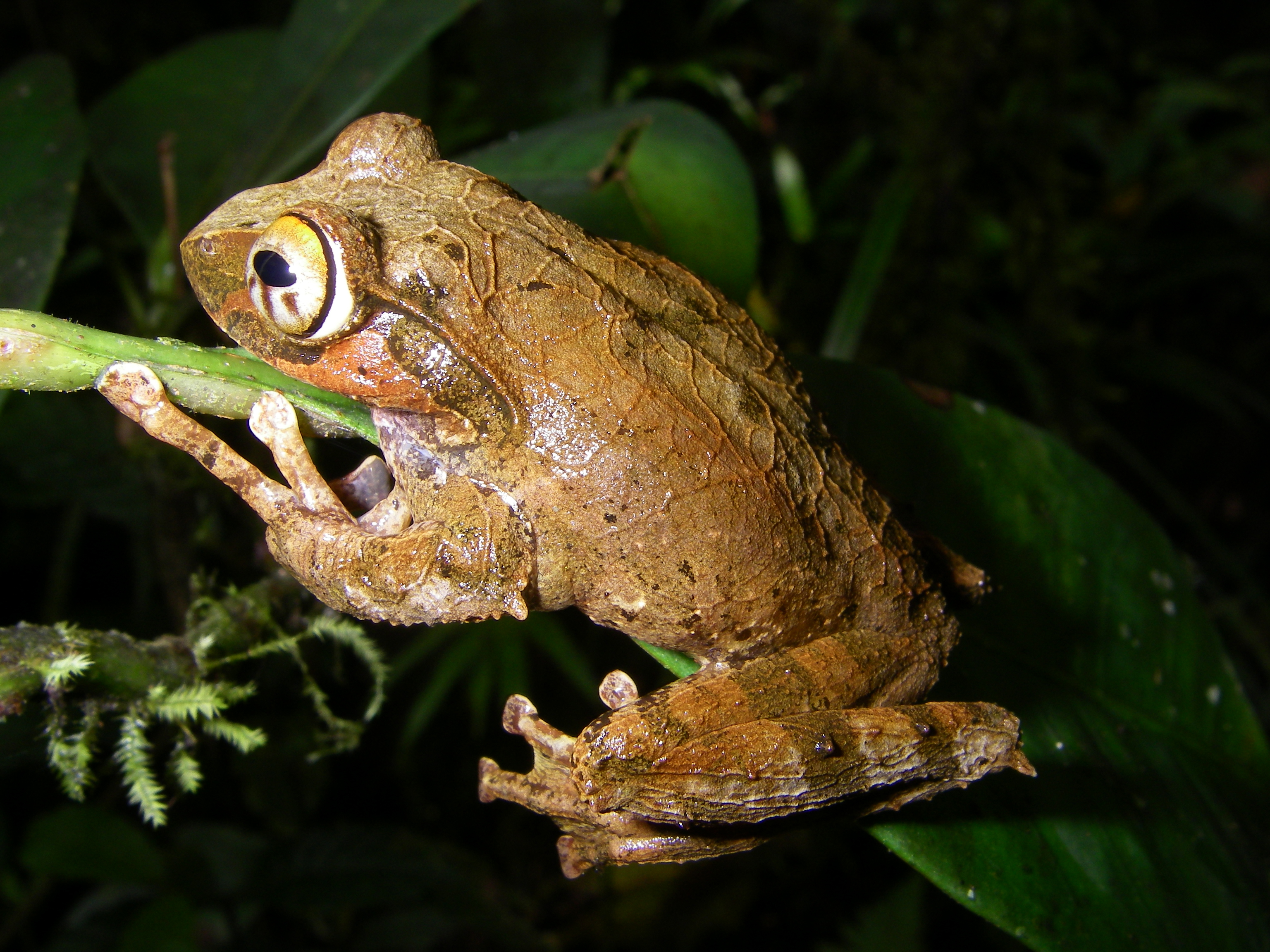
Boophis reticulatus

De gouden kikkers (Mantellidae) schediden gif uit via de huid. Het zijn echter geen pijlgifkikkers, die een andere familie vormen (Dendrobatidae). Gouden kikkers komen uitsluitend op Madagaskar en het nabijgelegen eiland Mayotte voor.
- Onderfamilie: Boophinae Vences & Glaw, 2001
  - Geslacht: Boophis Tschudi, 1838
    - Boophis albilabris (Boulenger, 1888)
    - Boophis albipunctatus Glaw & Thiesmeier, 1993
    - Boophis andohahela Andreone, Nincheri, & Piazza, 1995
    - Boophis andrangoloaka (Ahl, 1928)
    - Boophis andreonei Glaw & Vences, 1994
    - Boophis anjanaharibeensis Andreone, 1996
    - Boophis ankarafensis Penny et al., 2014
    - Boophis ankaratra Andreone, 1993
    - Boophis arcanus Glaw, Köhler, De la Riva, Vieites, & Vences, 2010
    - Boophis axelmeyeri Vences, Andreone, & Vieites, 2005
    - Boophis baetkei Köhler, Glaw, & Vences, 2008
    - Boophis blommersae Glaw & Vences, 1994
    - Boophis boehmei Glaw & Vences, 1992
    - Boophis boppa Hutter, Lambert, Cobb, Andriampenomanana & Vences, 2015
    - Boophis bottae Vences & Glaw, 2002
    - Boophis brachychir (Boettger, 1882)
    - Boophis burgeri Glaw & Vences, 1994
    - Boophis calcaratus Vallan, Vences, & Glaw, 2010
    - Boophis doulioti (Angel, 1934)
    - Boophis elenae Andreone, 1993
    - Boophis englaenderi Glaw & Vences, 1994
    - Boophis entingae Glaw, Köhler, De la Riva, Vieites, & Vences, 2010
    - Boophis erythrodactylus (Guibé, 1953)
    - Boophis fayi Köhler, Glaw, Rosa, Gehring, Pabijan, Andreone, & Vences, 2011
    - Boophis feonnyala Glaw, Vences, Andreone, & Vallan, 2001
    - Boophis goudotii Tschudi, 1838
    - Boophis guibei (McCarthy, 1978)
    - Boophis haematopus Glaw, Vences, Andreone, & Vallan, 2001
    - Boophis haingana Glaw, Köhler, De la Riva, Vieites, & Vences, 2010
    - Boophis idae (Steindachner, 1867)
    - Boophis jaegeri Glaw & Vences, 1992
    - Boophis laurenti Guibé, 1947
    - Boophis liami Vallan, Vences, & Glaw, 2003
    - Boophis lichenoides Vallan, Glaw, Andreone, & Cadle, 1998
    - Boophis lilianae Köhler, Glaw, & Vences, 2008
    - Boophis luciae Glaw, Köhler, De la Riva, Vieites, & Vences, 2010
    - Boophis luteus (Boulenger, 1882)
    - Boophis madagascariensis Peters, 1874
    - Boophis majori (Boulenger, 1896)
    - Boophis mandraka Blommers-Schlösser, 1979
    - Boophis marojezensis Glaw & Vences, 1994
    - Boophis miadana Glaw, Köhler, De la Riva, Vieites, & Vences, 2010
    - Boophis microtympanum (Boettger, 1881)
    - Boophis miniatus (Mocquard, 1902)
    - Boophis narinsi Vences, Gehara, Köhler, & Glaw, 2012
    - Boophis obscurus (Boettger, 1913)
    - Boophis occidentalis Glaw & Vences, 1994
    - Boophis opisthodon (Boulenger, 1888)
    - Boophis pauliani (Guibé, 1953)
    - Boophis periegetes Cadle, 1995
    - Boophis picturatus Glaw, Vences, Andreone, & Vallan, 2001
    - Boophis piperatus Glaw, Köhler, De la Riva, Vieites, & Vences, 2010
    - Boophis popi Köhler, Glaw, Rosa, Gehring, Pabijan, Andreone, & Vences, 2011
    - Boophis praedictus Glaw, Köhler, De la Riva, Vieites, & Vences, 2010
    - Boophis pyrrhus Glaw, Vences, Andreone, & Vallan, 2001
    - Boophis quasiboehmei Vences, Köhler, Crottini, & Glaw, 2010
    - Boophis rappiodes (Ahl, 1928)
    - Boophis reticulatus Blommers-Schlösser, 1979
    - Boophis rhodoscelis (Boulenger, 1882)
    - Boophis roseipalmatus Glaw, Köhler, De la Riva, Vieites, & Vences, 2010
    - Boophis rufioculis Glaw & Vences, 1997
    - Boophis sambirano Vences & Glaw, 2005
    - Boophis sandrae Glaw, Köhler, De la Riva, Vieites, & Vences, 2010
    - Boophis schuboeae Glaw & Vences, 2002
    - Boophis septentrionalis Glaw & Vences, 1994
    - Boophis sibilans Glaw & Thiesmeier, 1993
    - Boophis solomaso Vallan, Vences, & Glaw, 2003
    - Boophis spinophis Glaw, Köhler, De la Riva, Vieites, & Vences, 2010
    - Boophis tampoka Köhler, Glaw, & Vences, 2008
    - Boophis tasymena Vences & Glaw, 2002
    - Boophis tephraeomystax (Duméril, 1853)
    - Boophis tsilomaro Vences, Andreone, Glos, & Glaw, 2010
    - Boophis ulftunni Wollenberg, Andreone, Glaw, & Vences, 2008
    - Boophis viridis Blommers-Schlösser, 1979
    - Boophis vittatus Glaw, Vences, Andreone, & Vallan, 2001
    - Boophis williamsi (Guibé, 1974)
    - Boophis xerophilus Glaw & Vences, 1997
- Onderfamilie: Laliostominae Vences & Glaw, 2001
  - Geslacht: Aglyptodactylus Boulenger, 1918Aglyptodactylus madagascariensis

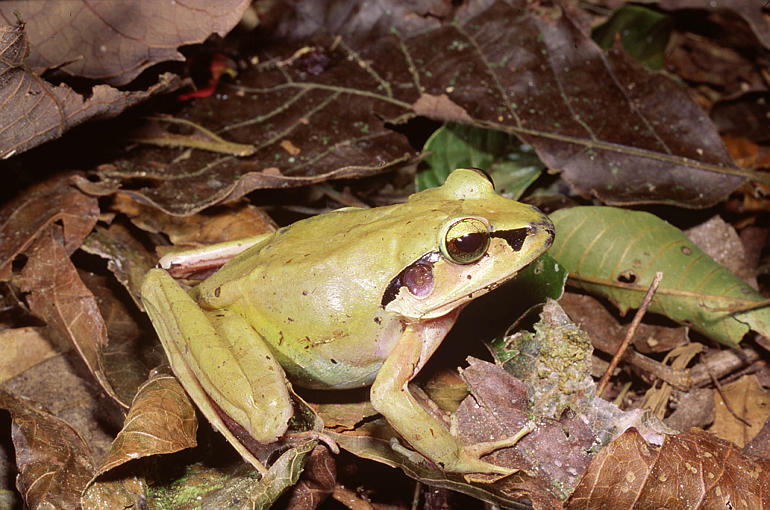
Aglyptodactylus madagascariensis

    - Aglyptodactylus laticeps Glaw, Vences, & Böhme, 1998
    - Aglyptodactylus madagascariensis (Duméril, 1853)
    - Aglyptodactylus securifer Glaw, Vences, & Böhme, 1998

  - Geslacht: Laliostoma Glaw, Vences, & Böhme, 1998
    - Laliostoma labrosum (Cope, 1868)

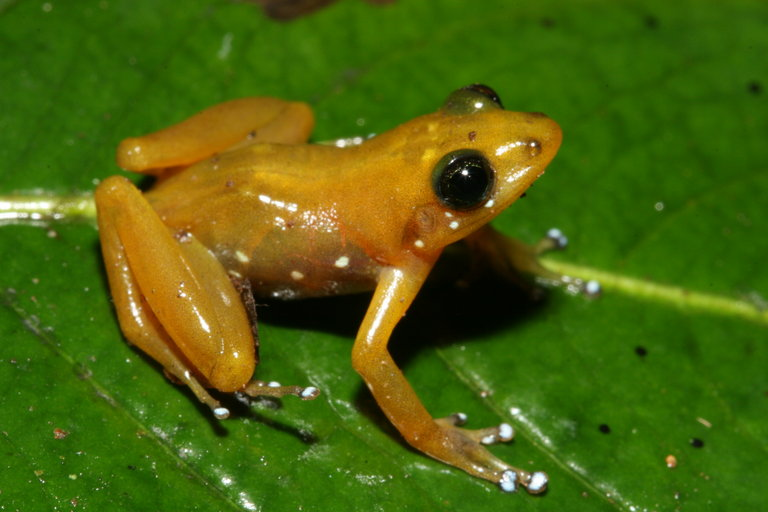
Blommersia angolafa

- Onderfamilie: Mantellinae Laurent, 1946
  - Geslacht: Blommersia Dubois, 1992
    - Blommersia angolafa Andreone, Rosa, Noël, Crottini, Vences, & Raxworthy, 2010
    - Blommersia blommersae (Guibé, 1975)
    - Blommersia dejongi Vences, Köhler, Pabijan, & Glaw, 2010
    - Blommersia domerguei (Guibé, 1974)
    - Blommersia galani Vences, Köhler, Pabijan, & Glaw, 2010
    - Blommersia grandisonae (Guibé, 1974)
    - Blommersia kely (Glaw & Vences, 1994)
    - Blommersia sarotra (Glaw & Vences, 2002)
    - Blommersia variabilis Pabijan, Gehring, Köhler, Glaw, & Vences, 2011
    - Blommersia wittei (Guibé, 1974)

  - Geslacht: Boehmantis Glaw & Vences, 2006
    - Boehmantis microtympanum (Angel, 1935)

  - Geslacht: Gephyromantis Methuen, 1920Gephyromantis corvus

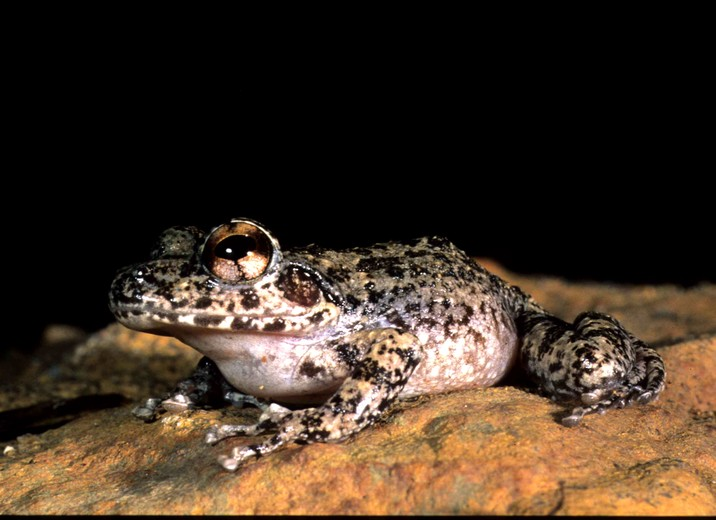
Gephyromantis corvus

    - Gephyromantis ambohitra (Vences & Glaw, 2001)
    - Gephyromantis asper (Boulenger, 1882)
    - Gephyromantis atsingy Crottini, Glaw, Casiraghi, Jenkins, Mercurio, Randrianantoandro, Randrianirina, & Andreone, 2011
    - Gephyromantis azzurrae Mercurio & Andreone, 2007
    - Gephyromantis blanci Guibé, 1974
    - Gephyromantis boulengeri  Methuen, 1920
    - Gephyromantis cornutus (Glaw & Vences, 1992)
    - Gephyromantis corvus (Glaw & Vences, 1994)
    - Gephyromantis decaryi Angel, 1930
    - Gephyromantis eiselti Guibé, 1975
    - Gephyromantis enki (Glaw & Vences, 2002)
    - Gephyromantis granulatus (Boettger, 1881)
    - Gephyromantis hintelmannae Wollenberg, Glaw, & Vences, 2012
    - Gephyromantis horridus (Boettger, 1880)
    - Gephyromantis klemmeri Guibé, 1974
    - Gephyromantis leucocephalus Angel, 1930
    - Gephyromantis leucomaculatus (Guibé, 1975)
    - Gephyromantis luteus (Methuen & Hewitt, 1913)
    - Gephyromantis mafy Vieites, Wollenberg, & Vences, 2012
    - Gephyromantis malagasius (Methuen & Hewitt, 1913)
    - Gephyromantis moseri (Glaw & Vences, 2002)
    - Gephyromantis plicifer (Boulenger, 1882)
    - Gephyromantis pseudoasper (Guibé, 1974)
    - Gephyromantis ranjomavo Glaw & Vences, 2011
    - Gephyromantis redimitus (Boulenger, 1889)
    - Gephyromantis rivicola (Vences, Glaw, & Andreone, 1997)
    - Gephyromantis runewsweeki Vences & De la Riva, 2007
    - Gephyromantis salegy (Andreone, Aprea, Vences, & Odierna, 2003)
    - Gephyromantis schilfi (Glaw & Vences, 2000)
    - Gephyromantis sculpturatus (Ahl, 1929)
    - Gephyromantis silvanus (Vences, Glaw, & Andreone, 1997)
    - Gephyromantis spiniferus (Blommers-Schlösser & Blanc, 1991)
    - Gephyromantis striatus (Vences, Glaw, Andreone, Jesu, & Schimmenti, 2002)
    - Gephyromantis tahotra Glaw, Köhler, & Vences, 2011
    - Gephyromantis tandroka (Glaw & Vences, 2001)
    - Gephyromantis thelenae (Glaw & Vences, 1994)
    - Gephyromantis tschenki (Glaw & Vences, 2001)
    - Gephyromantis ventrimaculatus (Angel, 1935)
    - Gephyromantis verrucosus Angel, 1930
    - Gephyromantis webbi (Grandison, 1953)
    - Gephyromantis zavona (Vences, Andreone, Glaw, & Randrianirina, 2003)

  - Geslacht: Guibemantis Dubois, 1992Guibemantis punctatus

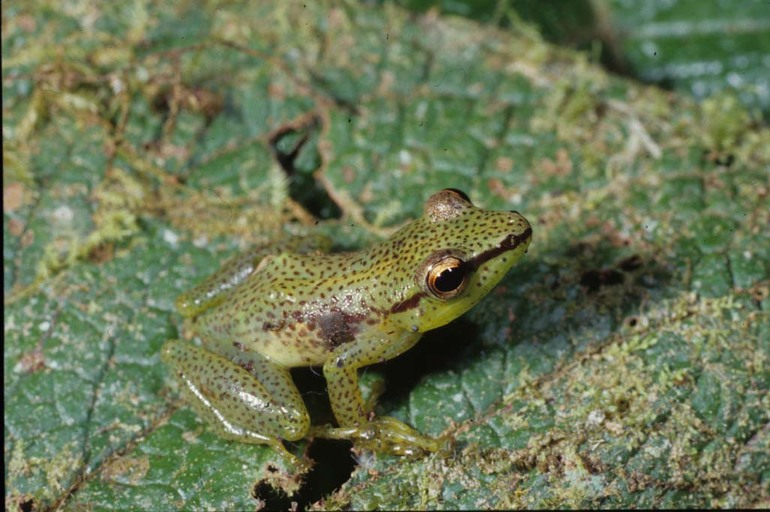
Guibemantis punctatus

    - Guibemantis albolineatus (Blommers-Schlösser & Blanc, 1991)
    - Guibemantis annulatus Lehtinen, Glaw, & Vences, 2011
    - Guibemantis bicalcaratus (Boettger, 1913)
    - Guibemantis depressiceps (Boulenger, 1882)
    - Guibemantis flavobrunneus (Blommers-Schlösser, 1979)
    - Guibemantis kathrinae Glaw, Vences, & Gossmann, 2000
    - Guibemantis liber (Peracca, 1893)
    - Guibemantis methueni (Angel, 1929)
    - Guibemantis pulcher (Boulenger, 1882)
    - Guibemantis punctatus (Blommers-Schlösser, 1979)
    - Guibemantis tasifotsy Lehtinen, Glaw, Andreone, Pabijan, & Vences, 2012
    - Guibemantis timidus Vences & Glaw, 2005
    - Guibemantis tornieri (Ahl, 1928)
    - Guibemantis wattersoni Lehtinen, Glaw, & Vences, 2011Mantella baroni

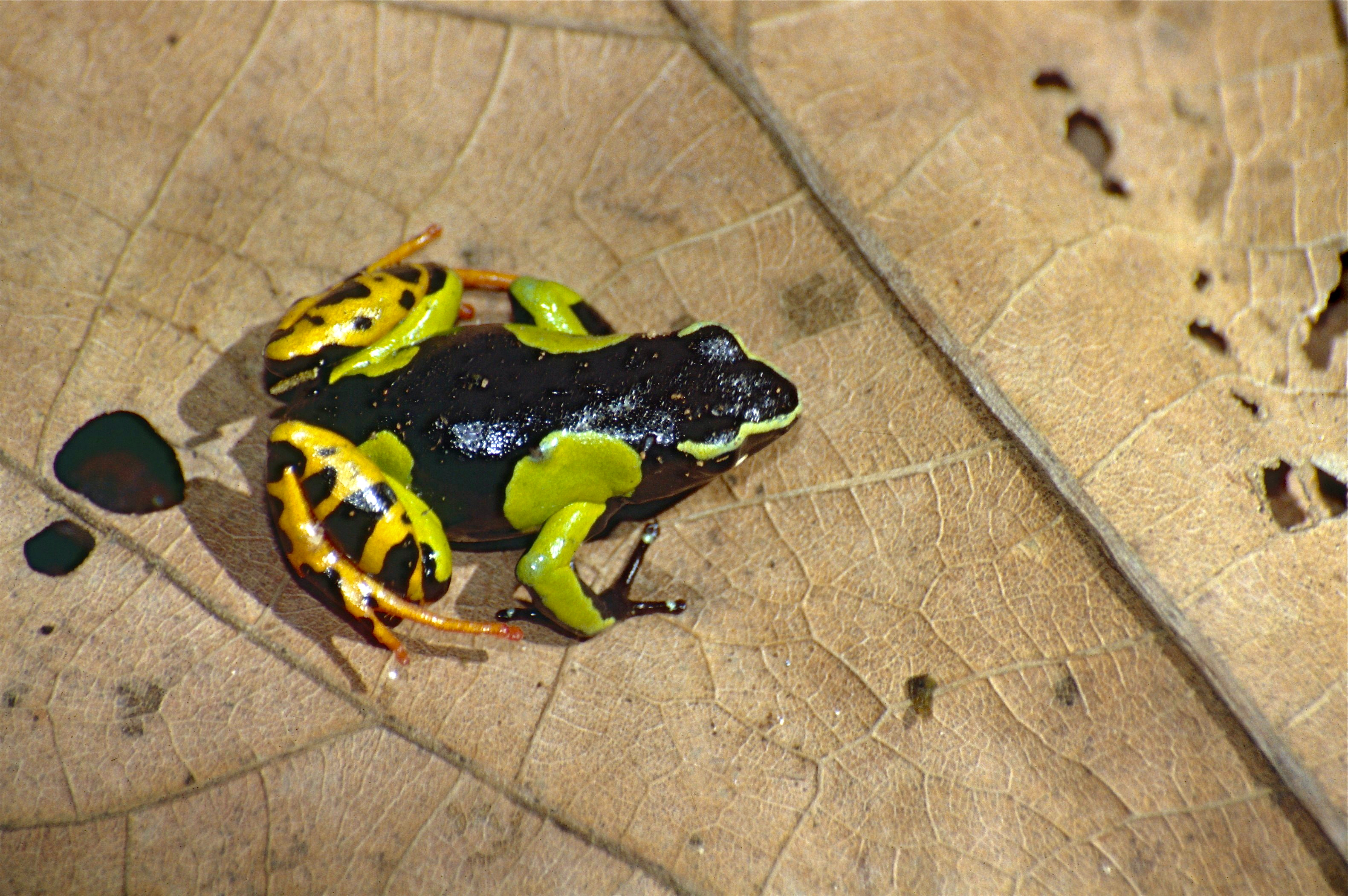
Mantella baroni

  - Geslacht: Mantella Boulenger, 1882
    - Mantella aurantiaca Mocquard, 1900
    - Mantella baroni Boulenger, 1888
    - Mantella bernhardi Vences, Glaw, Peyrieras, Böhme, & Busse, 1994
    - Mantella betsileo (Grandidier, 1872)
    - Mantella cowanii Boulenger, 1882
    - Mantella crocea Pintak & Böhme, 1990
    - Mantella ebenaui (Boettger, 1880)
    - Mantella expectata Busse & Böhme, 1992
    - Mantella haraldmeieri Busse, 1981
    - Mantella laevigata Methuen & Hewitt, 1913
    - Mantella madagascariensis (Grandidier, 1872)
    - Mantella manery Vences, Glaw, & Böhme, 1999
    - Mantella milotympanum Staniszewski, 1996
    - Mantella nigricans Guibé, 1978
    - Mantella pulchra Parker, 1925
    - Mantella viridis Pintak & Böhme, 1988

  - Geslacht: Mantidactylus Boulenger, 1895Mantidactylus grandidieri

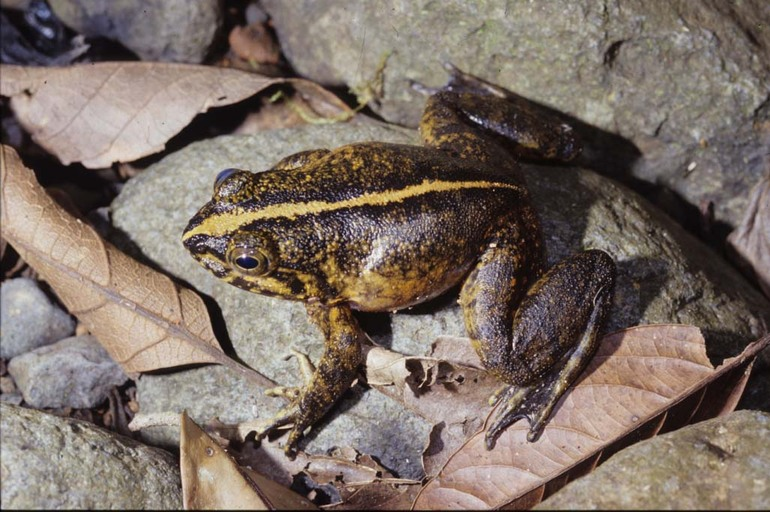
Mantidactylus grandidieri

    - Mantidactylus aerumnalis (Peracca, 1893)
    - Mantidactylus albofrenatus (Müller, 1892)
    - Mantidactylus alutus (Peracca, 1893)
    - Mantidactylus ambohimitombi Boulenger, 1919
    - Mantidactylus ambreensis Mocquard, 1895
    - Mantidactylus argenteus Methuen, 1920
    - Mantidactylus bellyi Mocquard, 1895
    - Mantidactylus betsileanus (Boulenger, 1882)
    - Mantidactylus biporus (Boulenger, 1889)
    - Mantidactylus bourgati Guibé, 1974
    - Mantidactylus brevipalmatus Ahl, 1929
    - Mantidactylus charlotteae Vences & Glaw, 2004
    - Mantidactylus cowanii (Boulenger, 1882)
    - Mantidactylus curtus (Boulenger, 1882)
    - Mantidactylus delormei Angel, 1938
    - Mantidactylus femoralis (Boulenger, 1882)
    - Mantidactylus grandidieri Mocquard, 1895
    - Mantidactylus guttulatus (Boulenger, 1881)
    - Mantidactylus lugubris (Duméril, 1853)
    - Mantidactylus madecassus (Millot & Guibé, 1950)
    - Mantidactylus majori Boulenger, 1896
    - Mantidactylus melanopleura (Mocquard, 1901)
    - Mantidactylus mocquardi Angel, 1929
    - Mantidactylus noralottae Mercurio & Andreone, 2007
    - Mantidactylus opiparis Peracca, 1893
    - Mantidactylus paidroa Bora, Ramilijaona, Raminosoa, & Vences, 2011
    - Mantidactylus pauliani Guibé, 1974
    - Mantidactylus tricinctus (Guibé, 1947)
    - Mantidactylus ulcerosus (Boettger, 1880)
    - Mantidactylus zipperi Vences & Glaw, 2004
    - Mantidactylus zolitschka Glaw & Vences, 2004

  - Geslacht: Spinomantis Dubois, 1992Spinomantis fimbriatus

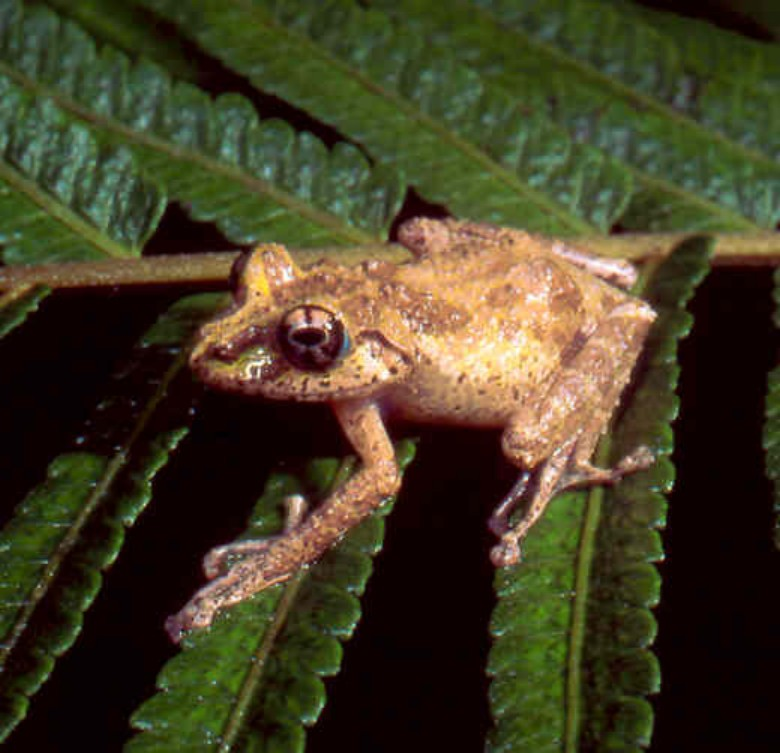
Spinomantis fimbriatus

    - Spinomantis aglavei (Methuen & Hewitt, 1913)
    - Spinomantis bertini (Guibé, 1947)
    - Spinomantis brunae (Andreone, Glaw, Vences, & Vallan, 1998)
    - Spinomantis elegans (Guibé, 1974)
    - Spinomantis fimbriatus (Glaw & Vences, 1994)
    - Spinomantis guibei (Blommers-Schlösser, 1991)
    - Spinomantis massi (Glaw & Vences, 1994)
    - Spinomantis microtis (Guibé, 1974)
    - Spinomantis nussbaumi Cramer, Rabibisoa, & Raxworthy, 2008
    - Spinomantis peraccae (Boulenger, 1896)
    - Spinomantis phantasticus (Glaw & Vences, 1997)
    - Spinomantis tavaratra Cramer, Rabibisoa, & Raxworthy, 2008

  - Geslacht: Tsingymantis Glaw, Hoegg, & Vences, 2006
    - Tsingymantis antitra Glaw, Hoegg, & Vences, 2006

  - Geslacht: Wakea Glaw & Vences, 2006
    - Wakea madinika (Vences, Andreone, Glaw, & Mattioli, 2002)

## Microhylidae

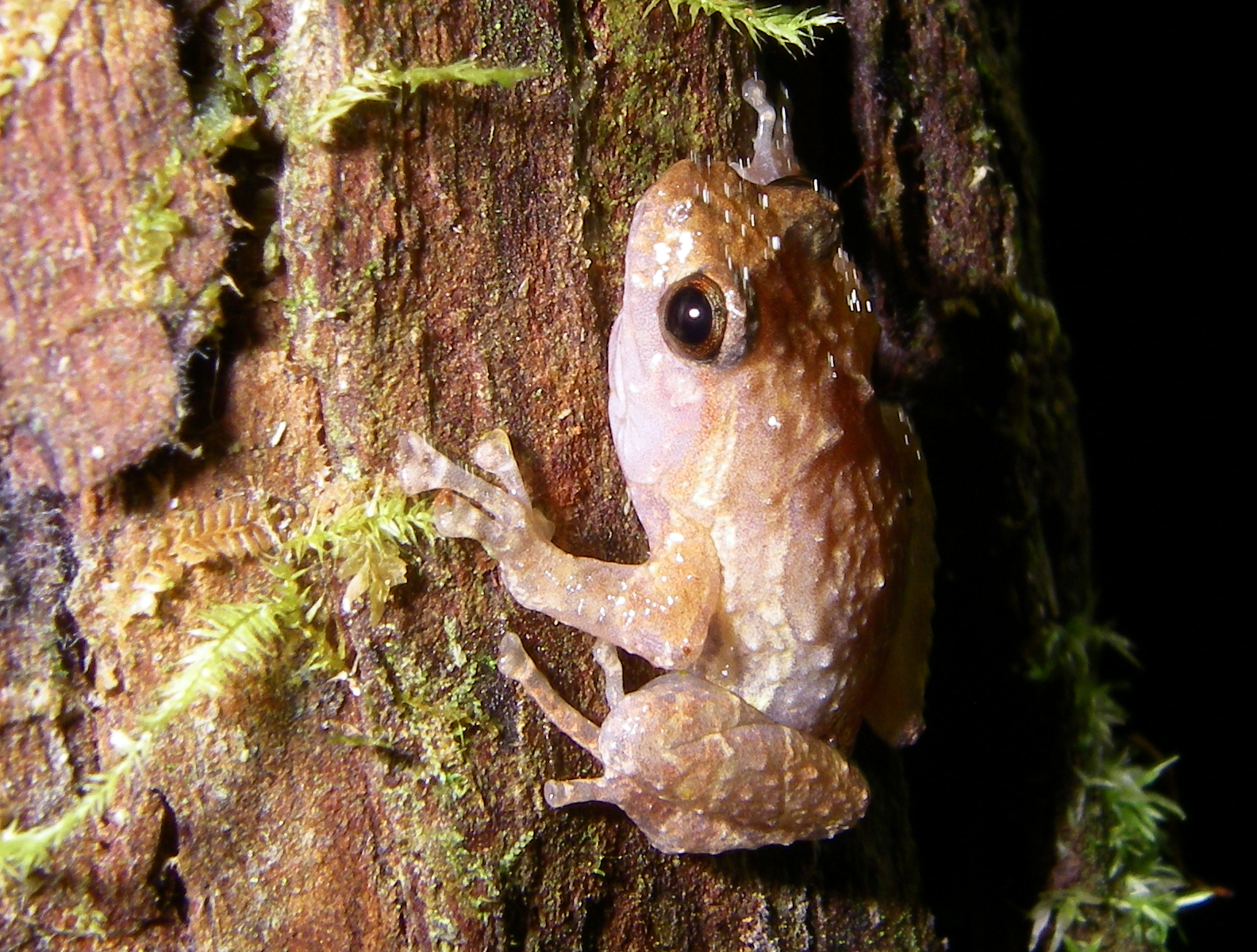
Anodonthyla boulengerii

Deze familie kent een groot verspreidingsgebied in de Nieuwe en de Oude Wereld. De soorten vertonen zeer diverse kenmerken, maar leven vrijwel allemaal op de grond of in het water.
- Onderfamilie: Cophylinae Cope, 1889
  - Geslacht: Anodonthyla Müller, 1892
    - Anodonthyla boulengerii Müller, 1892
    - Anodonthyla emilei Vences, Glaw, Köhler, & Wollenberg, 2010
    - Anodonthyla hutchisoni Fenolio, Walvoord, Stout, Randrianirina, & Andreone, 2007
    - Anodonthyla jeanbai Vences, Glaw, Köhler, & Wollenberg, 2010
    - Anodonthyla montana Angel, 1925
    - Anodonthyla moramora Glaw & Vences, 2005
    - Anodonthyla nigrigularis Glaw & Vences, 1992
    - Anodonthyla rouxae Guibé, 1974
    - Anodonthyla theoi Vences, Glaw, Köhler, & Wollenberg, 2010
    - Anodonthyla vallani Vences, Glaw, Köhler, & Wollenberg, 2010

  - Geslacht: Cophyla Boettger, 1880Cophyla berara

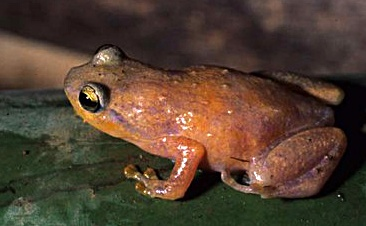
Cophyla berara

    - Cophyla berara Vences, Andreone, & Glaw, 2005
    - Cophyla maharipeo
    - Cophyla noromalalae
    - Cophyla occultans (Glaw & Vences, 1992)
    - Cophyla phyllodactyla Boettger, 1880
    - Cophyla puellarum

  - Geslacht: Madecassophryne Guibé, 1974
    - Madecassophryne truebae Guibé, 1974

  - Geslacht: Mini Scherz, Hutter, Rakotoarison, Riemann, Rödel, Ndriantsoa, Glos, Roberts, Crottini, Vences & Glaw, 2019Mini mum

Mini mum

    - Mini ature Scherz, Hutter, Rakotoarison, Riemann, Rödel, Ndriantsoa, Glos, Roberts, Crottini, Vences & Glaw, 2019
    - Mini mum Scherz, Hutter, Rakotoarison, Riemann, Rödel, Ndriantsoa, Glos, Roberts, Crottini, Vences & Glaw, 2019
    - Mini scule Scherz, Hutter, Rakotoarison, Riemann, Rödel, Ndriantsoa, Glos, Roberts, Crottini, Vences & Glaw, 2019

  - Geslacht: Platypelis Boulenger, 1882Platypelis grandis

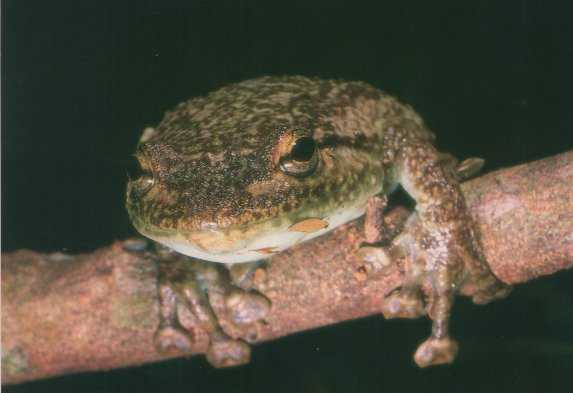
Platypelis grandis

    - Platypelis alticola (Guibé, 1974)
    - Platypelis barbouri Noble, 1940
    - Platypelis cowanii Boulenger, 1882
    - Platypelis grandis (Boulenger, 1889)
    - Platypelis karenae
    - Platypelis mavomavo Andreone, Fenolio, & Walvoord, 2003
    - Platypelis milloti Guibé, 1950
    - Platypelis olgae Rakotoarison, Glaw, Vieites, Raminosoa, & Vences, 2012
    - Platypelis pollicaris Boulenger, 1888
    - Platypelis ravus Glaw, Köhler, & Vences, 2012
    - Platypelis tetra Andreone, Fenolio, & Walvoord, 2003
    - Platypelis tsaratananaensis Guibé, 1974
    - Platypelis tuberifera (Methuen, 1920)

  - Geslacht: Plethodontohyla Boulenger, 1882Plethodontohyla inguinalis

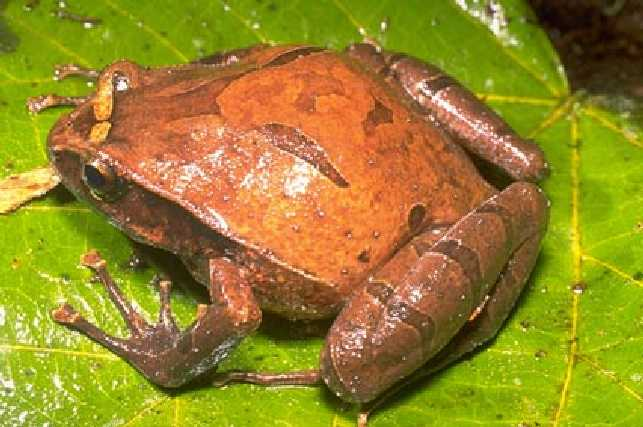
Plethodontohyla inguinalis

    - Plethodontohyla bipunctata (Guibé, 1974)
    - Plethodontohyla brevipes Boulenger, 1882
    - Plethodontohyla fonetana Glaw, Köhler, Bora, Rabibisoa, Ramilijaona, & Vences, 2007
    - Plethodontohyla guentheri Glaw & Vences, 2007
    - Plethodontohyla inguinalis Boulenger, 1882
    - Plethodontohyla mihanika Vences, Raxworthy, Nussbaum, & Glaw, 2003
    - Plethodontohyla notosticta (Günther, 1877)
    - Plethodontohyla ocellata Noble & Parker, 1926
    - Plethodontohyla tuberata (Peters, 1883)

  - Geslacht: Rhombophryne Boettger, 1880Rhombophryne coudreaui

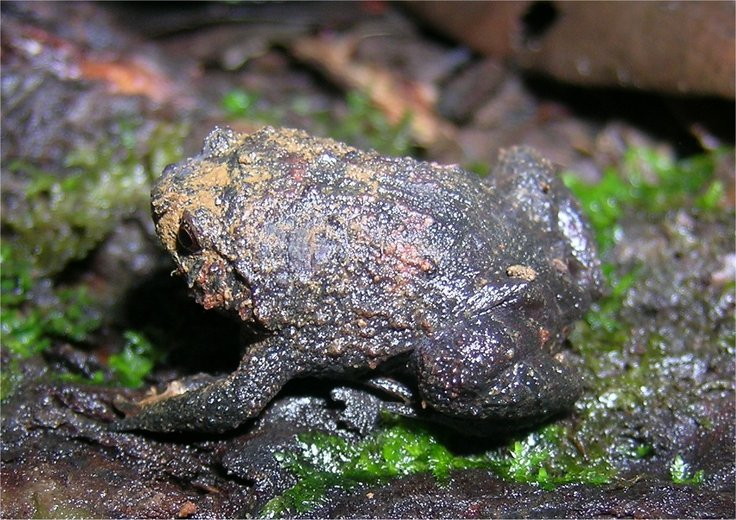
Rhombophryne coudreaui

    - Rhombophryne alluaudi (Mocquard, 1901)
    - Rhombophryne coronata (Vences & Glaw, 2003)
    - Rhombophryne coudreaui (Angel, 1938)
    - Rhombophryne guentherpetersi (Guibé, 1974)
    - Rhombophryne laevipes (Mocquard, 1895)
    - Rhombophryne mangabensis Glaw, Köhler, & Vences, 2010
    - Rhombophryne matavy D'Cruze, Köhler, Vences, & Glaw, 2010
    - Rhombophryne minuta (Guibé, 1975)
    - Rhombophryne serratopalpebrosa (Guibé, 1975)
    - Rhombophryne testudo Boettger, 1880
    - Rhombophryne vaventy

  - Geslacht: Stumpffia Boettger, 1881Stumpffia-soort

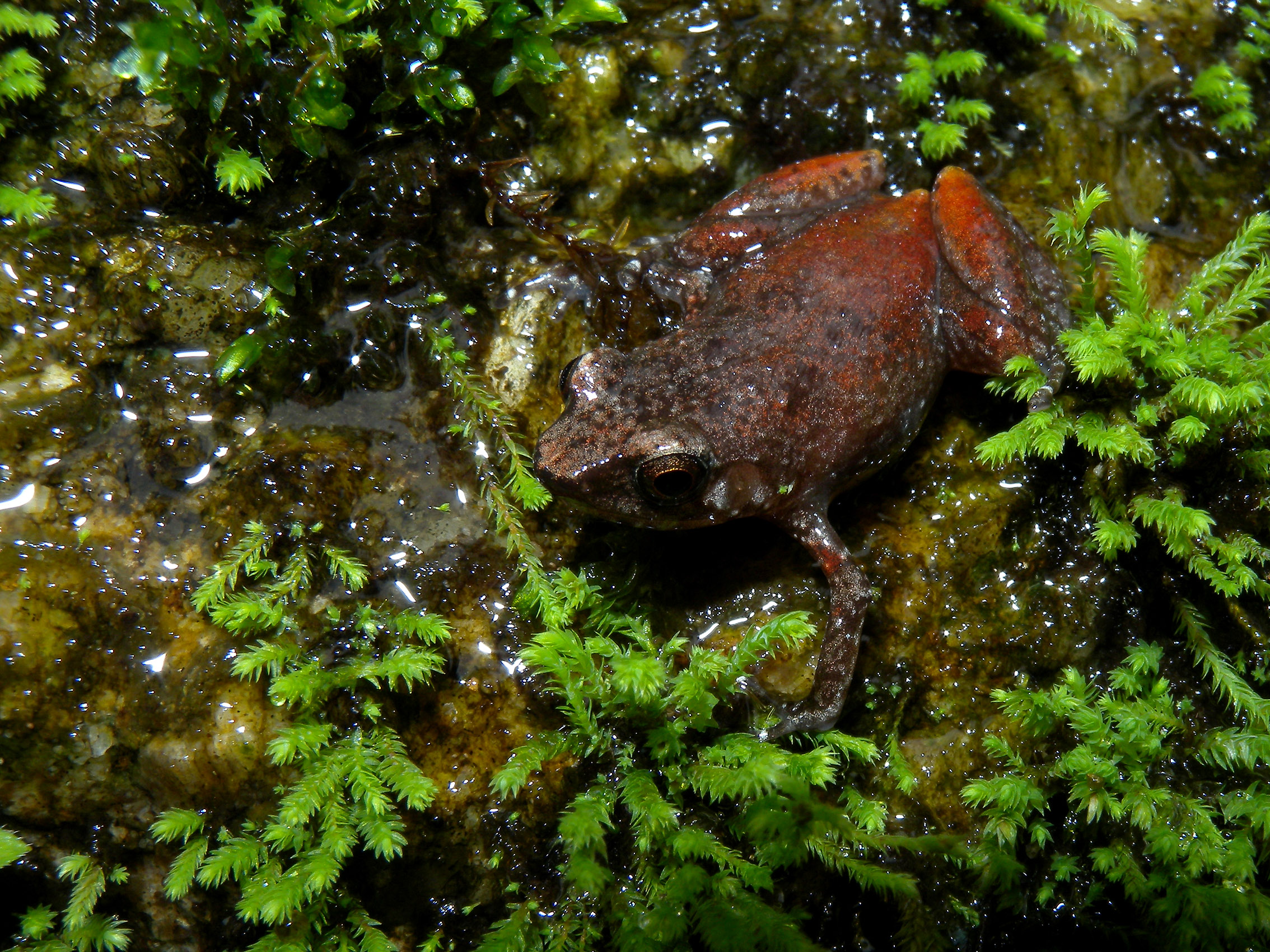
Stumpffia-soort

    - Stumpffia analamaina Klages, Glaw, Köhler, Müller, Hipsley, & Vences, 2013
    - Stumpffia be Köhler, Vences, D'Cruze, & Glaw, 2010
    - Stumpffia gimmeli Glaw & Vences, 1992
    - Stumpffia grandis Guibé, 1974
    - Stumpffia hara Köhler, Vences, D'Cruze, & Glaw, 2010
    - Stumpffia helenae Vallan, 2000
    - Stumpffia kibomena
    - Stumpffia madagascariensis Mocquard, 1895
    - Stumpffia megsoni Köhler, Vences, D'Cruze, & Glaw, 2010
    - Stumpffia miery Ndriantsoa, Riemann, Vences, Klages, Raminosoa, Rödel, & Glos, 2013, Zootaxa, 3636
    - Stumpffia psologlossa Boettger, 1881
    - Stumpffia pygmaea Vences & Glaw, 1991
    - Stumpffia roseifemoralis Guibé, 1974
    - Stumpffia staffordi Köhler, Vences, D'Cruze, & Glaw, 2010
    - Stumpffia tetradactyla Vences & Glaw, 1991
    - Stumpffia tridactyla Guibé, 1975

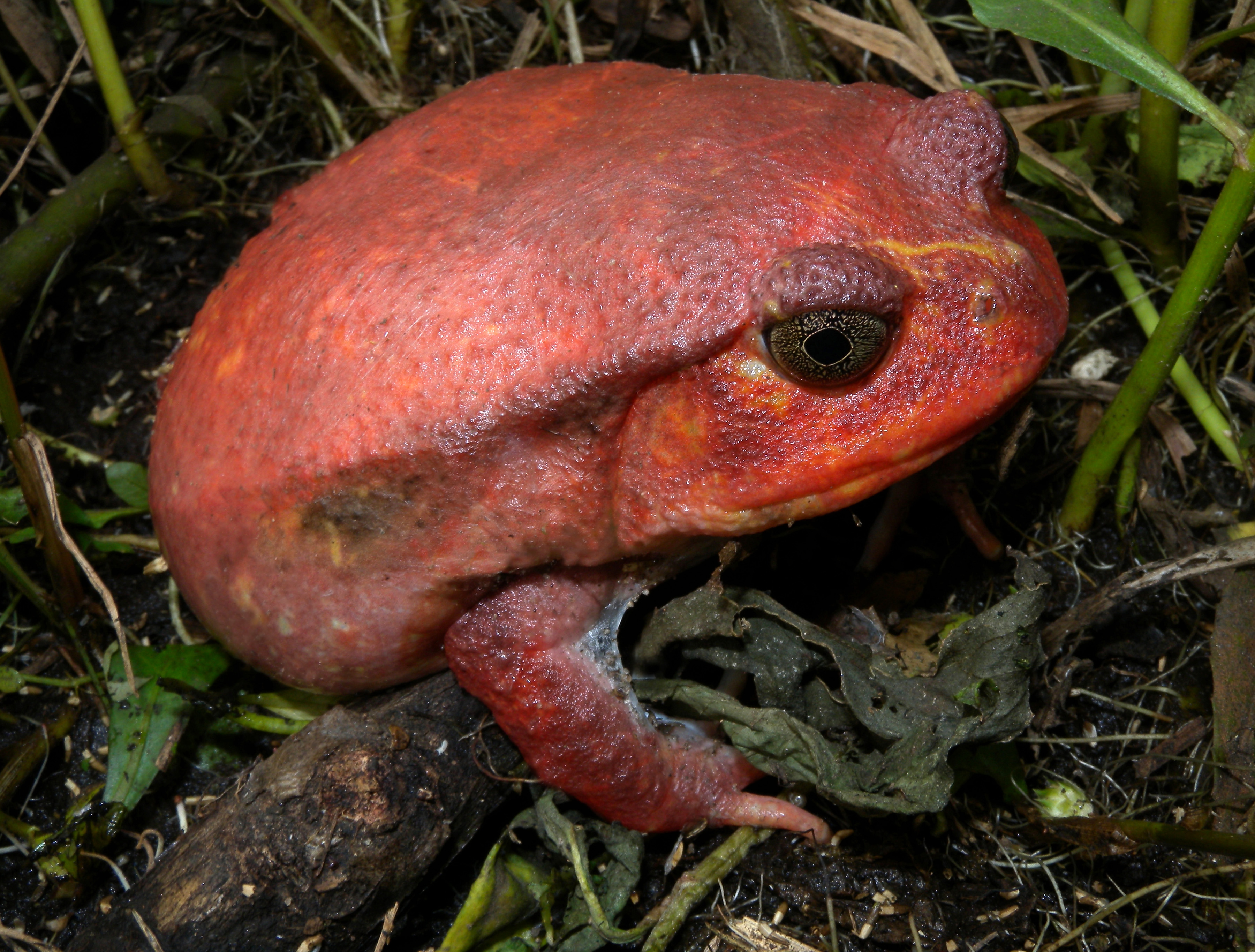
Tomaatkikker (Dyscophus antongilii)

- Onderfamilie: Dyscophinae Boulenger, 1882
  - Geslacht: Dyscophus Grandidier, 1872
    - Dyscophus antongilii Grandidier, 1877
    - Dyscophus guineti (Grandidier, 1875)
    - Dyscophus insularis Grandidier, 1872
- Onderfamilie: Scaphiophryninae Laurent, 1946
  - Geslacht: Paradoxophyla Blommers-Schlösser & Blanc, 1991
    - Paradoxophyla palmata (Guibé, 1974)
    - Paradoxophyla tiarano Andreone, Aprea, Odierna, & Vences, 2006

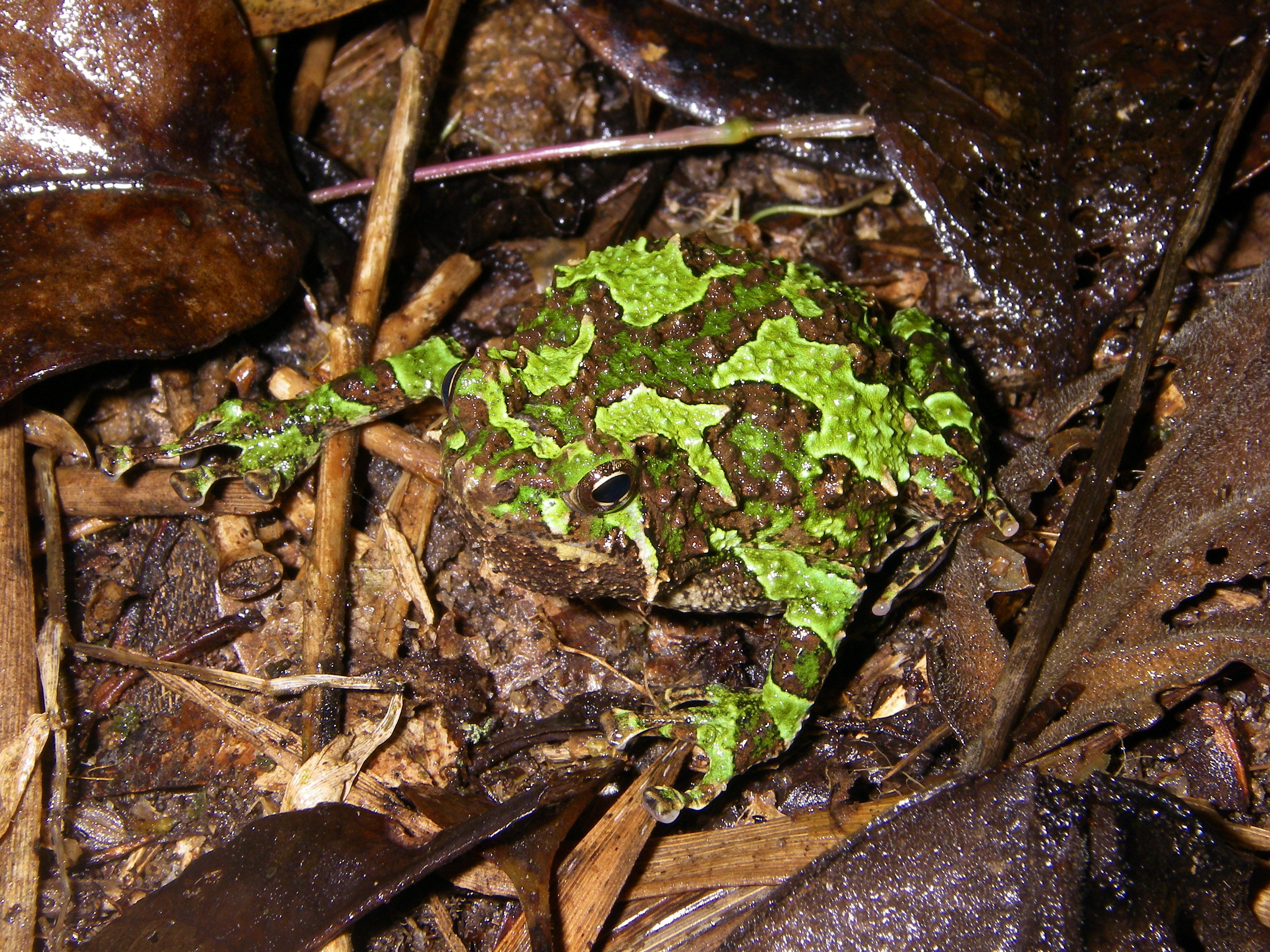
Scaphiophryne spinosa

- - Geslacht: Scaphiophryne Boulenger, 1882
    - Scaphiophryne boribory Vences, Raxworthy, Nussbaum, & Glaw, 2003
    - Scaphiophryne brevis (Boulenger, 1896)
    - Scaphiophryne calcarata (Mocquard, 1895)
    - Scaphiophryne gottlebei Busse & Böhme, 1992
    - Scaphiophryne madagascariensis (Boulenger, 1882)
    - Scaphiophryne marmorata Boulenger, 1882
    - Scaphiophryne matsoko Raselimanana, Raxworthy, Andreone, Glaw, & Vences, 2014
    - Scaphiophryne menabensis Glos, Glaw, & Vences, 2005
    - Scaphiophryne spinosa Steindachner, 1882

## Ptychadenidae

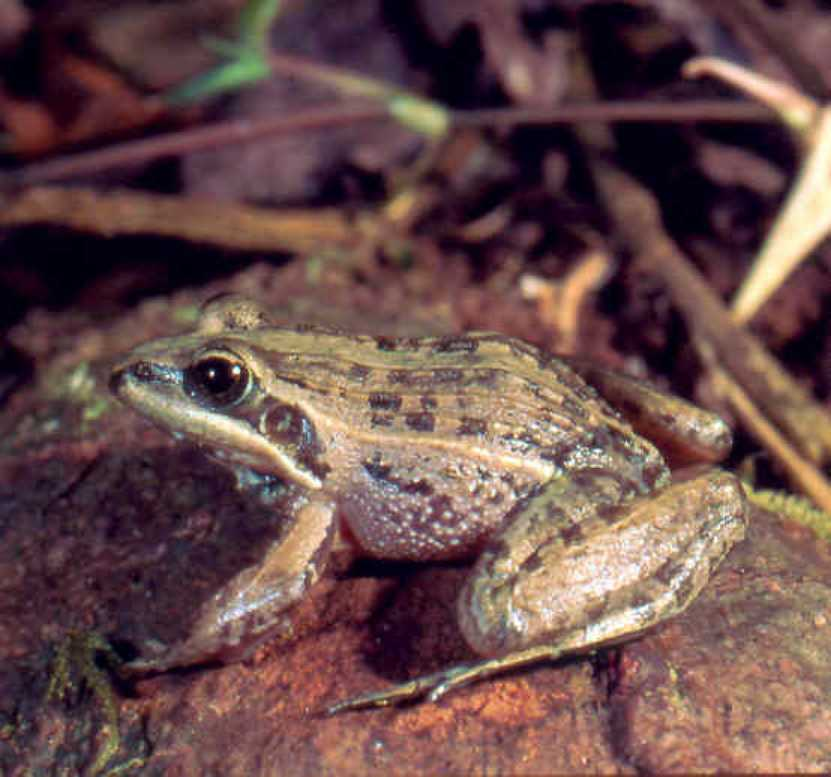
Ptychadena mascareniensis

Deze familie heeft slechts een vertegenwoordiger op Madagaskar. Ptychadena mascareniensis komt ook in een groot deel van het vasteland van Afrika voor.
- Geslacht: Ptychadena Boulenger, 1917
  - Ptychadena mascareniensis (Duméril & Bibron, 1841)